# Kontinuum kreolskie
Kontinuum kreolskie – pojęcie opisujące płynne przejścia w użyciu języka na obszarach, gdzie występują języki kreolskie. Jedne formy języka (najczęściej superstrat) cieszą się większym prestiżem społecznym niż pozostałe.

## Stratyfikacja językowa
W 1965 r. William Stewart zaproponował terminy „akrolekt” i „basilekt” jako socjolingwistyczne określenia najbardziej skrajnych odmian języka znajdującego się w sytuacji dekreolizacji. Na początku lat siedemdziesiątych terminy te spopularyzował Derek Bickerton (również mesolect jako określenie form pośrednich w kontinuum w kontekście zjawiska code switchingu zachodzącego pomiędzy językiem kreolskim a superstratem). Salikoko Mufwene wyjaśnia zjawisko powstawania języka kreolskiego jako „basilektalizację”, odejście od standardu w mieszanym społeczeństwie.
Poniższa tabela pokazuje 18 różnych sposobów wyrażenia I gave him one w języku kreolskim używanym w Gujanie:
| 1  | aɪ | geɪv | geɪv | hɪm | wʌn |
| 2  | aɪ | geɪv | geɪv | hɪm | wan |
| 3  | a  | geɪv | geɪv | ɪm  | wan |
| 4  | a  | geɪv | geɪv | iː  | wan |
| 5  | a  | gɪv  | gɪv  | hɪm | wan |
| 6  | a  | gɪv  | gɪv  | ɪm  | wan |
| 7  | a  | gɪv  | gɪv  | iː  | wan |
| 8  | a  | dɪd  | gɪv  | iː  | wan |
| 9  | a  | dɪ   | gɪ   | iː  | wan |
| 10 | a  | dɪd  | gɪ   | iː  | wan |
| 11 | a  | dɪ   | giː  | iː  | wan |
| 12 | a  | dɪ   | gɪ   | hiː | wan |
| 13 | mɪ | dɪ   | gɪ   | hiː | wan |
| 14 | mɪ | dɪ   | gɪ   | iː  | wan |
| 15 | mɪ | bɪn  | gɪ   | iː  | wan |
| 16 | mɪ | bɪn  | giː  | iː  | wan |
| 17 | mɪ | bɪn  | giː  | æm  | wan |
| 18 | mɪ |      | giː  | æm  | wan |

W przedstawionym tu przykładzie kontinuum widać, że akrolekt jest najbardziej zbliżony do standardowego języka angielskiego [aɪ geɪv hɪm wʌn], w basilekcie natomiast obecna jest forma [mɪ giː æm wan]. Dzięki zjawisku code switchingu większość użytkowników języka zna pewien szerszy zakres kontinuum i potrafi dostosować swój język w zależności od pozycji społecznej, osoby rozmówcy i innych okoliczności społecznych.

## Przykłady
Kontinuum kreolskie istnieje na Jamajce pomiędzy jamajską angielszczyzną a miejscowym językiem kreolskim (patois).
Zjawisko to występuje w różnych częściach wschodniej Indonezji, gdzie dochodzi do koegzystencji (standardowego) języka indonezyjskiego i lokalnych odmian malajskiego; np. w prowincji Małe Wyspy Sundajskie Wschodnie (odmiana niska w postaci malajskiego Kupangu oraz odmiana wysoka w postaci bahasa Indonesia) i w prowincji Moluki Północne (basilekt to malajski Moluków Północnych, a akrolekt to język narodowy).